# Xã Winner, Quận Williams, Bắc Dakota
Xã Winner (tiếng Anh: Winner Township) là một xã thuộc quận Williams, tiểu bang Bắc Dakota, Hoa Kỳ. Năm 2010, dân số của xã này là 24 người.